# Mistrzostwa Ameryki w Piłce Ręcznej Mężczyzn 1989
Mistrzostwa Ameryki w Piłce Ręcznej Mężczyzn 1989 – piąte mistrzostwa Ameryki w piłce ręcznej mężczyzn, oficjalny międzynarodowy turniej piłki ręcznej o randze mistrzostw kontynentu organizowany przez PATHF mający na celu wyłonienie najlepszej męskiej reprezentacji narodowej w Ameryce. Odbył się w dniach 24 października 1989 – 30 października 1989 roku w kubańskim mieście Pinar del Río. Tytułu zdobytego w 1985 roku broniła reprezentacja Kuby. Mistrzostwa były jednocześnie eliminacjami do MŚ 1990.
Po raz kolejny tytuł obronili Kubańczycy, zyskując jednocześnie awans do turnieju finałowego mistrzostw świata.

## Faza grupowa
| 24 października 1989 | Meksyk | 21:18(9:9) | Portoryko | Pinar del Río |
| 24 października 1989 |        | 21:18(9:9) |           | Pinar del Río |

| 24 października 1989 | Stany Zjednoczone | 27:24(9:13) | Kanada | Pinar del Río |
| 24 października 1989 |                   | 27:24(9:13) |        | Pinar del Río |

| 24 października 1989 | Kuba | 27:18(14:9) | Brazylia | Pinar del Río |
| 24 października 1989 |      | 27:18(14:9) |          | Pinar del Río |

| 25 października 1989 | Brazylia | 21:11(10:4) | Kanada | Pinar del Río |
| 25 października 1989 |          | 21:11(10:4) |        | Pinar del Río |

| 25 października 1989 | Kuba | 40:9(17:3) | Portoryko | Pinar del Río |
| 25 października 1989 |      | 40:9(17:3) |           | Pinar del Río |

| 26 października 1989 | Kanada | 37:18(17:4) | Portoryko | Pinar del Río |
| 26 października 1989 |        | 37:18(17:4) |           | Pinar del Río |

| 26 października 1989 | Kuba | 39:11(20:6) | Meksyk | Pinar del Río |
| 26 października 1989 |      | 39:11(20:6) |        | Pinar del Río |

| 27 października 1989 | Kanada | 40:16(20:4) | Meksyk | Pinar del Río |
| 27 października 1989 |        | 40:16(20:4) |        | Pinar del Río |

| 27 października 1989 | Brazylia | 18:16(11:8) | Stany Zjednoczone | Pinar del Río |
| 27 października 1989 |          | 18:16(11:8) |                   | Pinar del Río |

| 28 października 1989 | Kuba | 29:21(14:10) | Kanada | Pinar del Río |
| 28 października 1989 |      | 29:21(14:10) |        | Pinar del Río |

| 28 października 1989 | Stany Zjednoczone | 32:17(20:6) | Portoryko | Pinar del Río |
| 28 października 1989 |                   | 32:17(20:6) |           | Pinar del Río |

| 29 października 1989 | Brazylia | 38:16(20:4) | Portoryko | Pinar del Río |
| 29 października 1989 |          | 38:16(20:4) |           | Pinar del Río |

| 29 października 1989 | Stany Zjednoczone | 26:16(11:8) | Meksyk | Pinar del Río |
| 29 października 1989 |                   | 26:16(11:8) |        | Pinar del Río |

| 30 października 198916:15 | Brazylia | 33:15(13:6) | Meksyk | Pinar del Río |
| 30 października 198916:15 |          | 33:15(13:6) |        | Pinar del Río |

| 30 października 198920:30 | Kuba | 22:9(9:4) | Stany Zjednoczone | Pinar del Río |
| 30 października 198920:30 |      | 22:9(9:4) |                   | Pinar del Río |

## Klasyfikacja końcowa
| Miejsce | Reprezentacja     | Uwagi          |
| ------- | ----------------- | -------------- |
| złoto   | Kuba              | awans: MŚ 1990 |
| srebro  | Brazylia          | -              |
| brąz    | Stany Zjednoczone | -              |
| 4       | Kanada            | -              |
| 5       | Meksyk            | -              |
| 6       | Portoryko         | -              |